# Piritramid
Piritramid ist ein synthetisches Opioid, das als Arzneistoff (Analgetikum) Verwendung findet. Es unterliegt trotz einer geringen Morphinäquivalenz dem Betäubungsmittelgesetz und ist somit das schwächste Opioid dieser Klassifizierung.  
Piritramid wurde 1960 von Paul Janssen synthetisiert und war das erste klinisch eingesetzte potente 4-Aminopiperidinderivat. Piritramid wird vorwiegend in Kontinentaleuropa eingesetzt und ist im anglo-amerikanischen Sprachraum wenig bekannt. Es ist in Deutschland das meist verwendete Opioid in der postoperativen Phase. Zunehmend wird Piritramid auch präklinisch im Bereich der Notfallmedizin eingesetzt.

## Pharmakologie
Piritramid ist ein µ-Rezeptor-Agonist und wird in der postoperativen und palliativen Schmerztherapie für die Behandlung mäßiger bis starker Schmerzen eingesetzt. Die analgetische Potenz beträgt ca. 0,7, d. h. 15–20 mg Piritramid entsprechen ca. 10–15 mg Morphin. Piritramid hatte in einer Untersuchung aus dem Jahre 1971 im Vergleich zur wirkungsäquivalenten Menge Morphin eine größere hypnotische Wirkung und weniger Nebenwirkungen wie Übelkeit, Erbrechen und Hypotonie. Diese Ergebnisse konnten später in unabhängigen Studien nicht mehr nachgewiesen werden. Die atemdepressive Wirkung ist mit der wirkungsäquivalenten Dosis Morphin vergleichbar und durch Naloxon vollständig reversibel. Die Plasmahalbwertszeit beträgt 4–10 Stunden. Piritramid wird fast vollständig über die Leber metabolisiert, die renale Ausscheidung ist gering.

## Indikationen
Piritramid eignet sich als Analgetikum in der postoperativen Phase. Hierfür kann eine patientengesteuerte Analgesie (PCA) verwendet werden. Außerdem kann es zur Behandlung eines Durchbruchschmerzes eingesetzt werden.

## Kontraindikationen
Unter anderem bei folgenden Krankheiten bzw. Symptomen und Komedikationen ist Piritramid kontraindiziert:
- schwere obstruktive Lungenerkrankung[11]
- Komedikation mit MAO-Hemmer[11]
- bereits vorliegende Atemdepression[11]
- Überempfindlichkeit
- komatöse Zustände

## Nebenwirkungen
Die Nebenwirkungen von Piritramid sind mit denen von Morphin vergleichbar. Piritramid wirkt jedoch stärker sedierend als Morphin. Die atemdepressive Wirkung ist mit der wirkungsäquivalenten Dosis Morphin vergleichbar und durch Naloxon vollständig antagonisierbar.

## Anwendung
Piritramid kann intravenös (i.v.), subkutan (s.c.) und intramuskulär (i. m.) angewendet werden. Die therapeutische Einzeldosis hat eine Wirkdauer von 5–8 Stunden.
Piritramid wird auch für die patientengesteuerte Analgesie (PCA) verwendet.
Es ist teurer als Morphin, ist diesem in der patientengesteuerten Analgesie jedoch nicht überlegen. Ein Nachteil, vor allem in der Palliativmedizin, ist die Nichtmischbarkeit mit Metamizol (Novaminsulfon, Handelsname: Novalgin). Bei gleichzeitiger Applikation aus demselben System kann es zu Ausfallreaktionen im Infusionssystem kommen; Wechselwirkungen zwischen Piritramid und Metamizol sind jedoch nicht bekannt. Dies betrifft möglicherweise auch andere Pharmaka.

## Handelsnamen
Piritramid war früher in Deutschland und Österreich unter dem Namen Dipidolor im Handel.